# Biotopo Canneti di San Cristoforo
Il Biotopo Canneti di San Cristoforo è un'area naturale protetta del Trentino-Alto Adige istituita nel 1988. Occupa una superficie di 9,39 ha nella Provincia autonoma di Trento, comune di Pergine Valsugana, frazione di San Cristoforo al Lago, sulle sponde del lago di Caldonazzo.
L'area corrisponde al sito di interesse comunitario "Canneti di San Cristoforo" (IT3120042). 

## Fauna
La fauna dell'area protetta e composta in primo luogo da uccelli acquatici che nidificano nei canneti, come lo svasso maggiore, il porciglione, il germano reale, l'airone cenerino ed il cormorano. Le specie che si possono trovare in inverno sono lo svasso piccolo, il tuffetto, la moretta, il moriglione e lo smergo maggiore Tra le specie meno comuni sono stati avvistati: tarabuso, tarabusino, airone rosso, mestolone, volpoca, moretta codona, gabbiano tridattilo, oca lombardella, gavina, falaropo beccolargo, piovanello pancianera, gabbiano di Sabine, gabbiano corallino, oca del Canada, strolaga mezzana e minore. Nei campi vicini è presente il fagiano.

## Flora
Le piante caratterizzanti sono cannuccia di palude e ontano nero.